# يفغيني كون
يفغيني كون (بالروسية: Евгений Кун)‏ هو بحار روسي، ولد في القرن التاسع عشر، وتوفي في القرن العشرين.

## وصلات خارجية
- يفغيني كون على موقع أوليمبيديا (الإنجليزية)